# Велимир Ивановић
Велимир Ивановић (Горњи Милановац, 1901—Лесковац, 1968), био је истакнути просветни и културни радник и управник Народног музеја у Лесковцу.

## Биографија
Велимир Ивановић је рођен 15. априла 1901. године у Горњем Милановцу. Основну школу је завршио у родном мест, а учитељску у Крагујевцу 1922. rодине. После завршене учитељске школе био је на служби по селима Македоније у околини Тетова, Кичева, Гoстивара и др. За време учитељовања по селима Македoније неуморно је радио на просвећивању широких маса, не ограничавајући се на рад у школи. Због својих напредних идеја био је удаљен из државне службе.Премештен је 1933. године за Срем, да би се 1935. године поново се вратио у Македонију.
Други светски рат га је затекао у Гостивару на дужности школског надзорника. На војној дужности 1941. године био је заробљен и спроведен у Немачку, где је као заробљеник и дочекао крај рата. Од самог почетка заробљеништва стао је на страну НОП-а и чинио све што је могао на популарисању НОБ-е међу заробњеницима.
По завршетку рата долази у Лесковац и одмах почиње да ради. Био је на разним дужностима. Најпре је био постављен за управника школе, а затим за референта за народно просвећивање О.Н.О.О. Лесковца касније Г.Н.О. Лесковац, 1948. године када је основан Народни музеј у Лесковцу, за његoвог првог управника, где је остао све до пензионисања 1958. године.

## Заслуге
Био је веома активан. Поред своје редовне дужностн Beљa Ивановић се бавио и другим активностима у граду. Један је од најзаслужнијих људи за оснивање Народног музеја у Лесковцу. Сарађивао је у локалном листу „Наша реч” и „Историјском часопису”. Заједно са Др Милутином Гарашанином, 1958. године, написао је књигу „Праисторија лесковачког краја”.
За свој труд н залагање одликован је 1963. године Медаљом заслуга за народ.

## Позни живот и смрт
Својом ведрином и духовитошћу увек је уносио расположење код присутних, и увек готов да свакоме притекне у помоћ. Због тога ће га колеге, пријатењи и сарадници задржати у најлепшој успомени.
Велимир—Веља Ивановић је умро 28. маја 1968. године, после тешке болести.